# Prix Espiègle
Le prix Espiègle est un prix littéraire québécois annuel pour la jeunesse.
Il est créé en 2017 par l'Association pour la Promotion des Services Documentaires Scolaires (APSDS) et couronne un livre audacieux et d’une grande qualité littéraire. Il récompense des livres dont le sujet dérange ou polémique, aussi des livres censurés à cause de la nature de leur sujet.
Deux catégories sont représentées, soit un livre destiné aux élèves du primaire (5 à 11 ans) et un destiné aux élèves du secondaire (12 à 17 ans)

## Lauréats

### Bibliothèque scolaire du primaire (5-11 ans)
2017 - Marthe Pelletier et Richard Écrapou, Méchant Far West, 1. Le méchant qui voulait être pire
2018 - Marie-Francine Hébert et  Jean-Luc Trudel, Pow pow t'es mort!
2019 - Vincent Bolduc et Chloloula, Derrière les yeux de Billy
2020 - Andrée Poulin et Sonali Zohra, Enterrer la lune
2021 - Valérie Fontaine et Nathalie Dion, Le grand méchant loup dans ma maison
2022 - Carole Tremblay et Élodie Duhameau, La guerre des bébés
2023 - Samuel Larochelle et Ève Patenaude, Le plus petit sauveur du monde

### Bibliothèque scolaire du secondaire (12-17 ans)
2017 - Patrick Isabelle, Nous
2018 -  Lucile de Pesloüan et Geneviève Darling, Pourquoi les filles ont mal au ventre?
2019 - Samuel Champagne, James
2020 - Myriam Daguzan Bernier et Cécile Gariépy, Tout nu! : le dictionnaire bienveillant de la sexualité
2021 - Sarah Lalonde, La folle échappée de Lou Lafleur
2022 - Maryse Pagé, De son œil
2023 - Nathalie Lagacé, Entre le lapin et le renard